# Santa Catarina (schip)
De kraak Santa Catarina was een Portugees schip dat op 25 februari 1603 werd gekaapt door admiraal Jacob van Heemskerk in de Straat Singapore. 
Het schip van 1500 ton was deel van de Chinavloot en vervoerde onder meer 1200 balen zijde, kostbare geurstoffen en een grote hoeveelheid porselein. Het stond onder bevel van Sebãstio Serrão en had zevenhonderd soldaten aan boord, naast bijna honderd vrouwen en kinderen. Vanaf de ochtend werd het aangevallen door de Witte Leeuw en de Alkmaar, alsook door Van Heemskercks bondgenoten uit Johor, die hem vermoedelijk hadden getipt. Tegen de avond waren er een zeventigtal doden en raakte het schip op drift. De Portugese kapitein capituleerde en onderhandelde een vrije aftocht. In uitvoering hiervan bracht Van Heemskerck de overlevende opvarenden naar Melaka.
Begin 1604 kwam Van Heemskerck met zijn prijs binnen in Amsterdam. Hoewel de Republiek en Portugal in oorlog waren, was het kapen van een koopvaardijschip juridisch niet vanzelfsprekend. In opdracht van de VOC stelde Hugo de Groot een rechtvaardiging op, die het principe van Mare Liberum (vrijheid van de zee) ontwikkelde. Omdat de Portugezen hun wateren in de Oost met geweld afschermden, en er geen rechter was die hen daarvoor kon straffen, achtte De Groot de kaping in overeenstemming met het oorlogsrecht.
In september 1604 verklaarde de Admiraliteit van Amsterdam de prijsmaking geldig, waarna de lading werd geveild ten gunste van de Vereenigde Oostindische Compagnie. Van de opbrengst van 3.389.772 gulden bleef na aftrek van de kosten 1.912.849 gulden over. Het grootste deel ging naar de VOC, het land kreeg 450.000 gulden en de bemanning deelde ook in de winst. Die was zo overvloedig dat men van kraakporselein ging spreken.

## Voetnoten
1. ↑  Victor Enthoven, "De Verenigde Oost-Indische Compagnie en de Staten-Generaal" in: Armamentaria. Jaarboek Legermuseum, 2001, p. 31-49